# Villa María Irene de los Remedios de Escalada
Villa María Irene de los Remedios de Escalada  es unos de los 29 barrios oficiales del partido de San Martín en el Gran Buenos Aires, Argentina. Es el barrio más pequeño del municipio. Junto al sur de Ciudad Jardín El Libertador, suele ser considerado como parte de Loma Hermosa.

## Toponimia
Recibe su nombre en homenaje a María de los Remedios de Escalada quien fuera esposa del General José de San Martín.

## Geografía

### Población
Contaba con 1,231 habitantes (Indec, 2001), situándose como la 26ª localidad del partido.

### Sismicidad
La región responde a la «subfalla del río Paraná», y a la «subfalla del río de la Plata», con sismicidad baja; y su última expresión se produjo el 5 de junio de 1888 (137 años), a las 3.20 UTC-3, con una magnitud aproximadamente de 5,0 en la escala de Richter (terremoto del Río de la Plata de 1888).

### Clima
| Parámetros climáticos promedio de Villa María Irene de Los Remedios de Escalada, BA | Parámetros climáticos promedio de Villa María Irene de Los Remedios de Escalada, BA | Parámetros climáticos promedio de Villa María Irene de Los Remedios de Escalada, BA | Parámetros climáticos promedio de Villa María Irene de Los Remedios de Escalada, BA | Parámetros climáticos promedio de Villa María Irene de Los Remedios de Escalada, BA | Parámetros climáticos promedio de Villa María Irene de Los Remedios de Escalada, BA | Parámetros climáticos promedio de Villa María Irene de Los Remedios de Escalada, BA | Parámetros climáticos promedio de Villa María Irene de Los Remedios de Escalada, BA | Parámetros climáticos promedio de Villa María Irene de Los Remedios de Escalada, BA | Parámetros climáticos promedio de Villa María Irene de Los Remedios de Escalada, BA | Parámetros climáticos promedio de Villa María Irene de Los Remedios de Escalada, BA | Parámetros climáticos promedio de Villa María Irene de Los Remedios de Escalada, BA | Parámetros climáticos promedio de Villa María Irene de Los Remedios de Escalada, BA | Parámetros climáticos promedio de Villa María Irene de Los Remedios de Escalada, BA |
| Mes                                                                                 | Ene.                                                                                | Feb.                                                                                | Mar.                                                                                | Abr.                                                                                | May.                                                                                | Jun.                                                                                | Jul.                                                                                | Ago.                                                                                | Sep.                                                                                | Oct.                                                                                | Nov.                                                                                | Dic.                                                                                | Anual                                                                               |
| ----------------------------------------------------------------------------------- | ----------------------------------------------------------------------------------- | ----------------------------------------------------------------------------------- | ----------------------------------------------------------------------------------- | ----------------------------------------------------------------------------------- | ----------------------------------------------------------------------------------- | ----------------------------------------------------------------------------------- | ----------------------------------------------------------------------------------- | ----------------------------------------------------------------------------------- | ----------------------------------------------------------------------------------- | ----------------------------------------------------------------------------------- | ----------------------------------------------------------------------------------- | ----------------------------------------------------------------------------------- | ----------------------------------------------------------------------------------- |
| Temp. máx. abs. (°C)                                                                | 39.7                                                                                | 39.3                                                                                | 37.5                                                                                | 35.8                                                                                | 30.4                                                                                | 27.6                                                                                | 27.8                                                                                | 34.2                                                                                | 34.3                                                                                | 34.7                                                                                | 36.0                                                                                | 38.1                                                                                | 39.7                                                                                |
| Temp. máx. media (°C)                                                               | 29.5                                                                                | 28.7                                                                                | 25.4                                                                                | 22.3                                                                                | 19.9                                                                                | 16.3                                                                                | 14.6                                                                                | 15.1                                                                                | 18.8                                                                                | 22.7                                                                                | 24.9                                                                                | 27.0                                                                                | 29.5                                                                                |
| Temp. media (°C)                                                                    | 23.6                                                                                | 23.0                                                                                | 19.9                                                                                | 16.9                                                                                | 14.4                                                                                | 10.8                                                                                | 9.6                                                                                 | 10.5                                                                                | 13.6                                                                                | 16.6                                                                                | 19.2                                                                                | 21.4                                                                                | 16.6                                                                                |
| Temp. mín. media (°C)                                                               | 17.8                                                                                | 17.4                                                                                | 14.5                                                                                | 11.6                                                                                | 8.9                                                                                 | 5.3                                                                                 | 4.7                                                                                 | 6.0                                                                                 | 8.5                                                                                 | 10.6                                                                                | 13.6                                                                                | 15.9                                                                                | 11.2                                                                                |
| Temp. mín. abs. (°C)                                                                | 4.6                                                                                 | 1.9                                                                                 | -1.7                                                                                | -4.8                                                                                | -4.9                                                                                | -6.3                                                                                | -7.2                                                                                | -5.4                                                                                | -4.5                                                                                | -3.9                                                                                | -0.3                                                                                | 1.8                                                                                 | -7.2                                                                                |
| Precipitación total (mm)                                                            | 120.1                                                                               | 119.0                                                                               | 140.5                                                                               | 100.4                                                                               | 74.8                                                                                | 69.6                                                                                | 68.9                                                                                | 70.3                                                                                | 70.7                                                                                | 117.2                                                                               | 109.0                                                                               | 111.3                                                                               | 1171.8                                                                              |
| Nevadas (cm)                                                                        | 0                                                                                   | 0                                                                                   | 0                                                                                   | 0                                                                                   | 0                                                                                   | 0                                                                                   | 0                                                                                   | 0                                                                                   | 0                                                                                   | 0                                                                                   | 0                                                                                   | 0                                                                                   | 0                                                                                   |
| Días de precipitaciones (≥ )                                                        | 10                                                                                  | 10                                                                                  | 9                                                                                   | 9                                                                                   | 8                                                                                   | 6                                                                                   | 5                                                                                   | 7                                                                                   | 8                                                                                   | 9                                                                                   | 10                                                                                  | 10                                                                                  | 101                                                                                 |
| Días de nevadas (≥ 0)                                                               | 0                                                                                   | 0                                                                                   | 0                                                                                   | 0                                                                                   | 0                                                                                   | 0                                                                                   | 0                                                                                   | 0                                                                                   | 0                                                                                   | 0                                                                                   | 0                                                                                   | 0                                                                                   | 0                                                                                   |
| Horas de sol                                                                        | 270                                                                                 | 240                                                                                 | 190                                                                                 | 175                                                                                 | 170                                                                                 | 135                                                                                 | 140                                                                                 | 175                                                                                 | 180                                                                                 | 215                                                                                 | 255                                                                                 | 260                                                                                 | 2405                                                                                |
| Humedad relativa (%)                                                                | 68                                                                                  | 67                                                                                  | 89                                                                                  | 83                                                                                  | 78                                                                                  | 75                                                                                  | 80                                                                                  | 81                                                                                  | 80                                                                                  | 79                                                                                  | 72                                                                                  | 70                                                                                  | 76.8                                                                                |
| Fuente: Servicio Meteorológico Nacional Argentino                                   |                                                                                     |                                                                                     |                                                                                     |                                                                                     |                                                                                     |                                                                                     |                                                                                     |                                                                                     |                                                                                     |                                                                                     |                                                                                     |                                                                                     |                                                                                     |

La Defensa Civil municipal debe advertir sobre escuchar y obedecer acerca de 
Área de
- Tormentas severas periódicas
- Baja sismicidad, con silencio sísmico de 137 años